# Salon du dessin et de la peinture à l'eau
Le Salon du dessin et de la peinture à l'eau est une exposition qui se tient tous les ans à Paris et présente exclusivement des peintures sur papier et des sculptures en papier, principalement dans le domaine de l'art contemporain. 
Il a été créé en 1954 à l'initiative d'un groupe d'artistes-peintres tels que Georges-Armand Masson, Yves Brayer, Henri Cadiou, Jules Cavaillès, Roger Chapelain-Midy, André Dunoyer de Segonzac, Louis-Édouard Toulet, André Hambourg, André Jacquemin, André Lhote, Georges Oudot et Jacques Villon.
Depuis 1974, il est regroupé avec le Salon Comparaisons. 
Depuis sa création, le salon a présenté ses expositions au Musée d'art moderne de la ville de Paris, au Grand Palais, à l'Espace Eiffel-Branly, à l'Espace Auteuil et il est revenu en 2006 au Grand Palais après sa restauration.